# Novell
Novell Inc este o corporație de software, care are sediul în Statele Unite. Novell are sisteme de operare cum ar fi: Suse Linux Enterprise și Novell Netware. Compania a fost achiziționată de către The Attachmate Group  care a separat produsele linux, responsabile de acestea fiind compania suse, iar astăzi Novell fiind responsabil de dezvoltarea produselor sale inițiale cum ar fi ZENworks.  Unul dintre produsele populare Novell este Novell iPrint accesibil pentru Android,iOS,Windows,Linux și MacOS X care permite unui dispozitiv cu sistemele de operare anterior enunțate comunicarea cu o imprimantă.

## Certificare
Novell este unul din primele companii de computer care furnizează certificare pentru produsele sale.

## Produse
Produsele Novell sunt:
- Novell iFolder
- Novell Access Manager
- Novell eDirectory
- Novell Evolution
- Novell Client
- Novell groupwise
- Novell Identitate Manager
- Novell Netmail
- Novell Netware
- Novell Open Enterprise Server
- Novell Storage Manager
- Novell Teaming+ Conferencing
- Novell ZENworks
- Sentinel
- SUSE Linux Enterprise Server
- SUSE Linux Enterprise Desktop
- SUSE Linux Enterprise Real Time
- SUSE Linux Enterprise Think Client
- SUSE Linux Retail Solution

1. ↑  National Software Reference Library
2. ↑   http://www.hoovers.com/novell/--ID__14287--/free-co-factsheet.xhtml Lipsește sau este vid: |title= (ajutor)